# Piper guabinachanum
Piper guabinachanum är en pepparväxtart som beskrevs av William Trelease. Piper guabinachanum ingår i släktet Piper och familjen pepparväxter. Inga underarter finns listade i Catalogue of Life.